# Araneus villa
Araneus villa este o specie de păianjeni din genul Araneus, familia Araneidae, descrisă de Levi, 1991.
Este endemică în Bolivia. Conform Catalogue of Life specia Araneus villa nu are subspecii cunoscute.